# 前721年
| 千纪： | 前1千纪 |
| 世纪： | 前9世纪 \| 前8世纪 \| 前7世纪 |
| 年代： | 前750年代 \| 前740年代 \| 前730年代 \| 前720年代 \| 前710年代 \| 前700年代 \| 前690年代 |
| 年份： | 前726年 \| 前725年 \| 前724年 \| 前723年 \| 前722年 \| 前721年 \| 前720年 \| 前719年 \| 前718年 \| 前717年 \| 前716年 |
| 纪年： | 戊午年（猴年）；周平王五十年；鲁隐公二年；齐釐公十年；晋鄂侯三年；曲沃莊伯十年；秦文公四十五年；楚武王二十年；宋穆公八年；卫桓公十四年；陳桓公二十四年；蔡宣侯二十九年；曹桓公三十五年；郑庄公二十三年；燕穆侯八年；杞武公三十年 |

## 大事记
- 春，鲁隐公在潛地與戎人會盟。[1]
- 5月，莒攻向之戰[1]
- 魯滅極之戰[1]
- 共叔段之亂餘波盪漾，鄭人伐衛，討公孫滑[1]
- 沙巴卡繼承其兄皮耶王位，成為埃及第二十五王朝的法老之一
- 亞述國王薩爾貢二世繼承其兄薩爾瑪那薩爾五世的王位
- 巴比倫國王麥若達赫·巴拉丹二世即位

## 逝世
- 仲子，魯桓公的母親
- 皮耶（Piye），库施国王，埃及第二十五王朝创立人。